# Tarbes
Tarbes (en gascón Tarba) es una ciudad francesa de la región de Occitania, perteneciente al departamento de los Altos Pirineos, del que es prefectura. Es capital de la provincia histórica de Bigorra.

## Geografía
Está situada en el suroeste de Francia, al pie de los Pirineos, en una fértil llanura que atraviesa el río Adur. Su altitud media es de 304 m sobre el nivel del mar. Sus distancias aproximadas respecto a otras ciudades son: 20 km de Lourdes, 50 km de Pau, 160 km de Toulouse, 200 km de San Sebastián, 240 km de Burdeos; 209  km de Huesca y 281 km de Zaragoza.

## Clima de Tarbes[7]
| Parámetros climáticos promedio de Tarbes (France) | Parámetros climáticos promedio de Tarbes (France) | Parámetros climáticos promedio de Tarbes (France) | Parámetros climáticos promedio de Tarbes (France) | Parámetros climáticos promedio de Tarbes (France) | Parámetros climáticos promedio de Tarbes (France) | Parámetros climáticos promedio de Tarbes (France) | Parámetros climáticos promedio de Tarbes (France) | Parámetros climáticos promedio de Tarbes (France) | Parámetros climáticos promedio de Tarbes (France) | Parámetros climáticos promedio de Tarbes (France) | Parámetros climáticos promedio de Tarbes (France) | Parámetros climáticos promedio de Tarbes (France) | Parámetros climáticos promedio de Tarbes (France) |
| Mes                                               | Ene.                                              | Feb.                                              | Mar.                                              | Abr.                                              | May.                                              | Jun.                                              | Jul.                                              | Ago.                                              | Sep.                                              | Oct.                                              | Nov.                                              | Dic.                                              | Anual                                             |
| ------------------------------------------------- | ------------------------------------------------- | ------------------------------------------------- | ------------------------------------------------- | ------------------------------------------------- | ------------------------------------------------- | ------------------------------------------------- | ------------------------------------------------- | ------------------------------------------------- | ------------------------------------------------- | ------------------------------------------------- | ------------------------------------------------- | ------------------------------------------------- | ------------------------------------------------- |
| Temp. máx. abs. (°C)                              | 22.6                                              | 29.2                                              | 29.1                                              | 30.1                                              | 32.9                                              | 37.9                                              | 38.2                                              | 39                                                | 35.8                                              | 33.8                                              | 27.6                                              | 26.1                                              | 39                                                |
| Temp. máx. media (°C)                             | 10.2                                              | 11.5                                              | 13.5                                              | 15                                                | 18.8                                              | 21.8                                              | 24.7                                              | 24.7                                              | 22.5                                              | 18.3                                              | 13.6                                              | 11.3                                              | 17.2                                              |
| Temp. media (°C)                                  | 5.5                                               | 6.6                                               | 8.4                                               | 10.1                                              | 13.9                                              | 16.9                                              | 19.6                                              | 19.7                                              | 17.2                                              | 13.3                                              | 8.8                                               | 6.6                                               | 12.3                                              |
| Temp. mín. media (°C)                             | 0.8                                               | 1.8                                               | 3.2                                               | 5.2                                               | 9                                                 | 12                                                | 14.5                                              | 14.7                                              | 11.8                                              | 8.1                                               | 3.9                                               | 1.9                                               | 7.3                                               |
| Temp. mín. abs. (°C)                              | -17.9                                             | -14.4                                             | -9.8                                              | -3.4                                              | -1.8                                              | 2.3                                               | 5.9                                               | 5.3                                               | 0.7                                               | -3.3                                              | -9.6                                              | -13.4                                             | -17.9                                             |
| Precipitación total (mm)                          | 98.9                                              | 106.7                                             | 93.1                                              | 115.7                                             | 116.7                                             | 87.9                                              | 62.7                                              | 73.1                                              | 75.2                                              | 92.2                                              | 104.1                                             | 97.9                                              | 1124.2                                            |
| Horas de sol                                      | 117.5                                             | 136                                               | 160                                               | 167.3                                             | 178.3                                             | 189.6                                             | 206.4                                             | 198.9                                             | 197.2                                             | 154.9                                             | 131.5                                             | 109.8                                             | 1913.2                                            |
| Fuente: Météo climat stats «Clima de Tarbes».     |                                                   |                                                   |                                                   |                                                   |                                                   |                                                   |                                                   |                                                   |                                                   |                                                   |                                                   |                                                   |                                                   |

## Demografía
| 6 213 | 6 777 | 7 934 | 8 035 | 12 425 | 12 630 | 13 321 | 14 004 | 14 743 | 14 768 | 14 658 | lac. | 21 293 | 23 273 | 25 146 | 25 087 | 24 197 | 26 055 | 25 869 | 28 615 | 26 535 | 29 856 | 32 374 | 34 749 | 44 854 | 40 242 | 46 600 | 55 375 | 54 897 | 51 422 | 47 566 | 46 275 | 44 973 |
| Para los censos de 1962 a 1999 la población legal corresponde a la población sin duplicidades (Fuente: INSEE [Consultar]) |       |       |       |        |        |        |        |        |        |        |      |        |        |        |        |        |        |        |        |        |        |        |        |        |        |        |        |        |        |        |        |        |

## Historia
Tarbes es una villa fundada en el siglo III a. C., que posteriormente se convirtió en colonia romana bajo el nombre de Tarba. Fue asolada por los normandos en 840 y después reconstruida por el obispo de Bigorra o Tarbes. Desde el siglo XII fue capital condal y más tarde capital de senescalía. En la Edad Media estaba formada por seis barrios: la Seu, Carrera Llarga, Mauburguet, Burg Vell, Burg Nou y Burg Cranc. En 1569 los protestantes incendiaron la catedral, pero el obispo la hizo reconstruir en 1652. Durante el siglo XVII sufrió los estragos de la peste. En 1790 se convirtió en capital departamental.

## Transporte

### Aeropuerto internacional
A medio camino entre Lourdes y Tarbes se encuentra el Aeropuerto de Tarbes-Lourdes-Pirineos, con vuelos regulares a diferentes destinos nacionales (París-Orly, Estrasburgo)  e internacionales (en particular con Londres-Stansted, Dublin, Milán -Bergamo, Roma, Palermo, Nápoles, Catana, Bruselas-Charleroi, Malta, Cracovia ...

### Estación
De la estación ferroviaria de Tarbes se puede ir directamente a Pau, Bayona, Burdeos, París, (con AVE)Tolosa, Lyon o Ginebra y, en autobús, a Bagnères-de-Bigorre, Auch, Miélan, Mont-de-Marsan.

### Carretera
La autovía 64 va de Toulouse hasta Bayona y pasa por Lannemezan, Capvern, Tarbes y Pau. 
La carretera nacional 21 va de Limoges hasta Argelès-Gazost y pasa por Bergerac, Agen, Auch, Tarbes y Lourdes. 
La D 935 llega de Barcelonne-du-Gers hasta Campan y pasa por Bagnères-de-Bigorre y Tarbes.

### Transporte urbano
Las comunas del Gran Tarbes tienen su propia red de autobús.(T.L.P. Mobilités)

## Lugares de interés turístico

### Edificios públicos

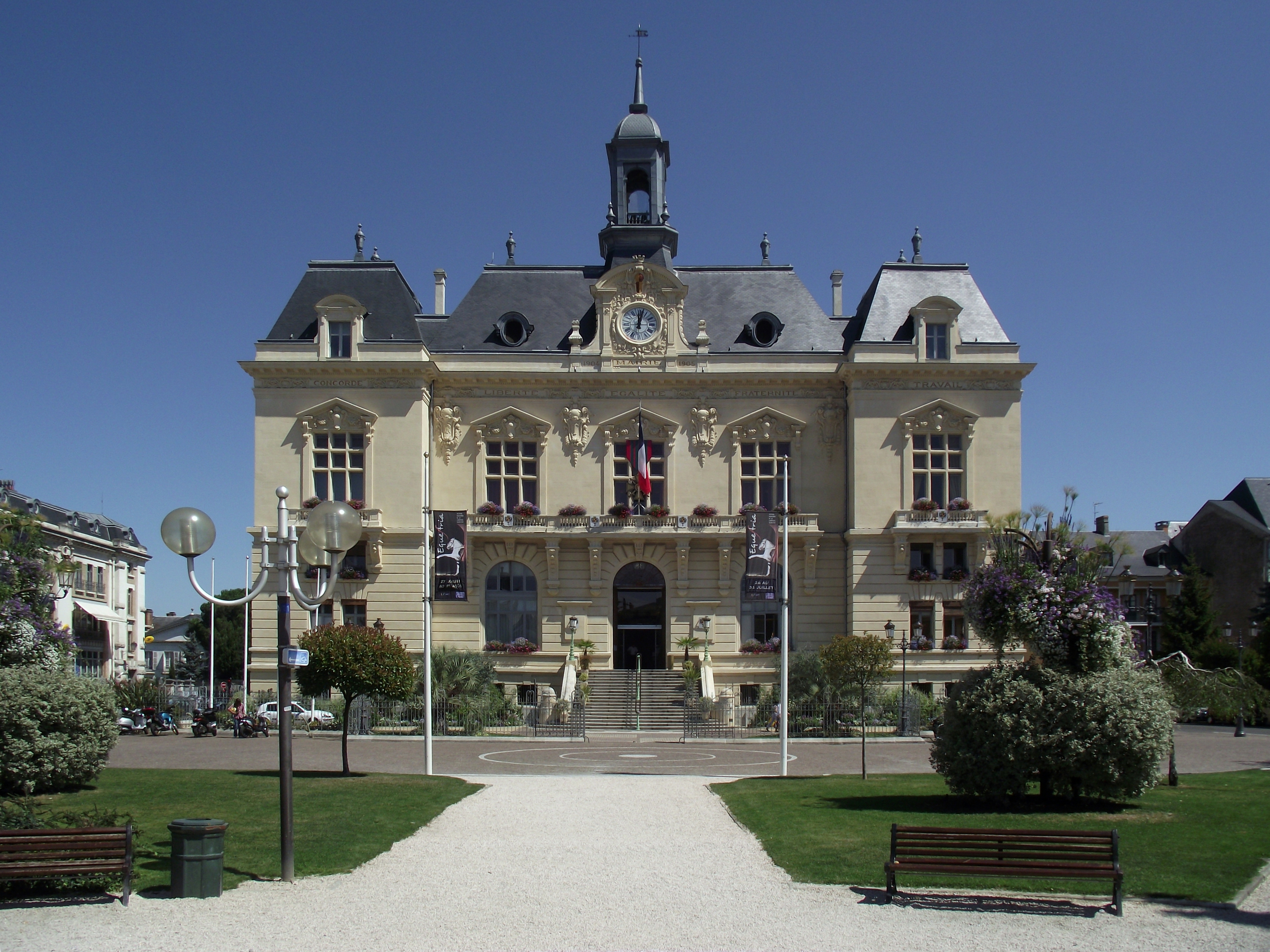
Ayuntamiento

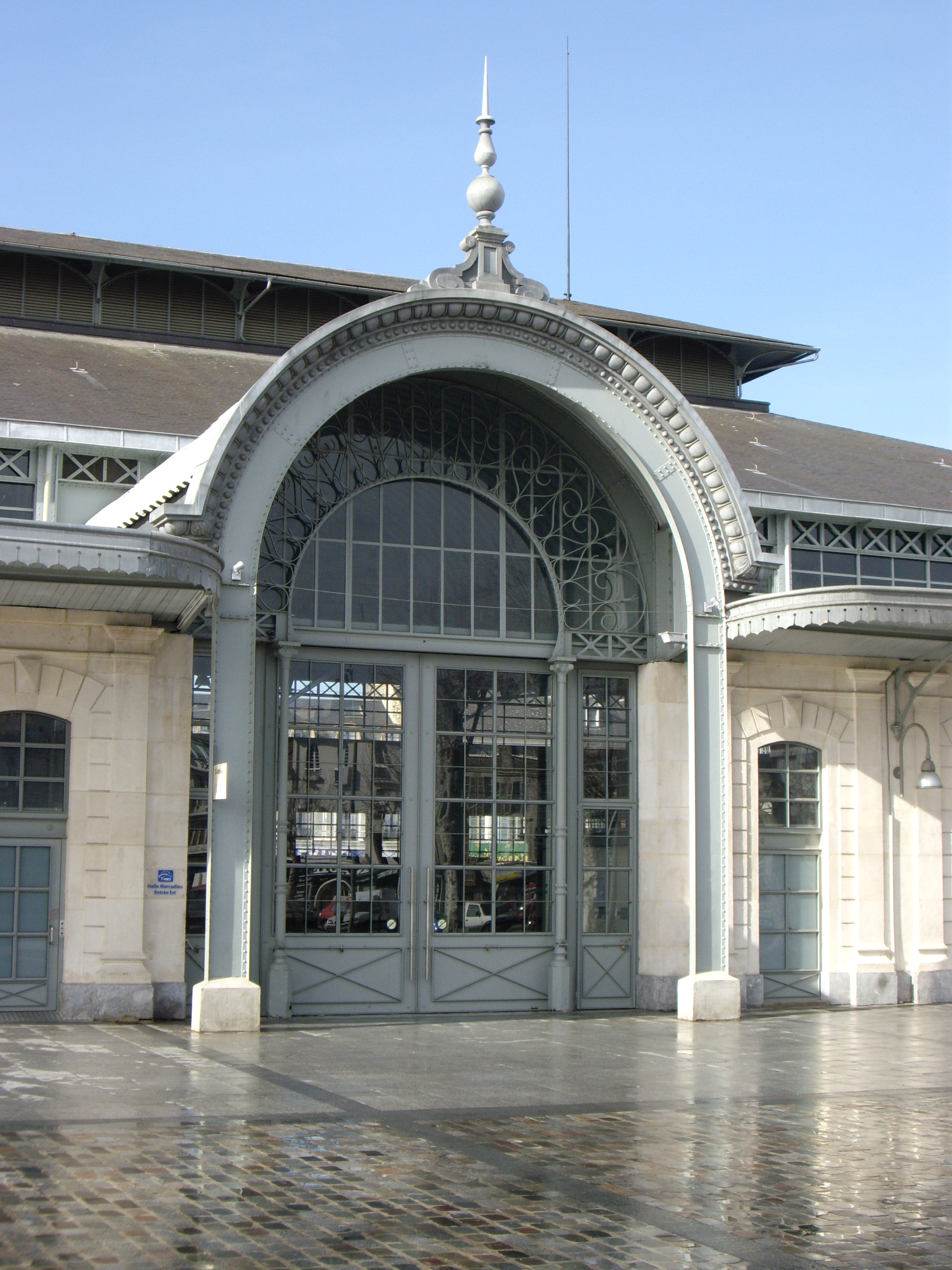
Mercado Marcadieu

El ayuntamiento y el palacio de justicia están situados en la calle Mariscal Foch. El ayuntamiento fue edificado en 1907. Frente a él, hay una plaza donde fue erigida una estatua de Danton. El palacio de justicia fue construido en el siglo XIX. En las cercanías se encuentra también un teatro italiano edificado en 1885.
En un barrio muy antiguo, se halla la prefectura en un edificio que había sido anteriormente el palacio arzobispal. El antiguo liceo imperial, ahora denominado liceo Théophile Gautier, no está muy lejos.
Tres lugares sirven para organizar mercados: Marcadieu, Brauhauban y Foirail.

### Monumentos y plazas
Las dos plazas principales son la plaza Marcadieu y la plaza de Verdún. Cada una de ellas tiene dos fuentes. La primera es antigua, la segunda es moderna.
Algunos de los monumentos más famosos son: la fuente monumental en la plaza Marcadieu y la estatua ecuestre dedicada al Mariscal Foch en el barrio Larrey.

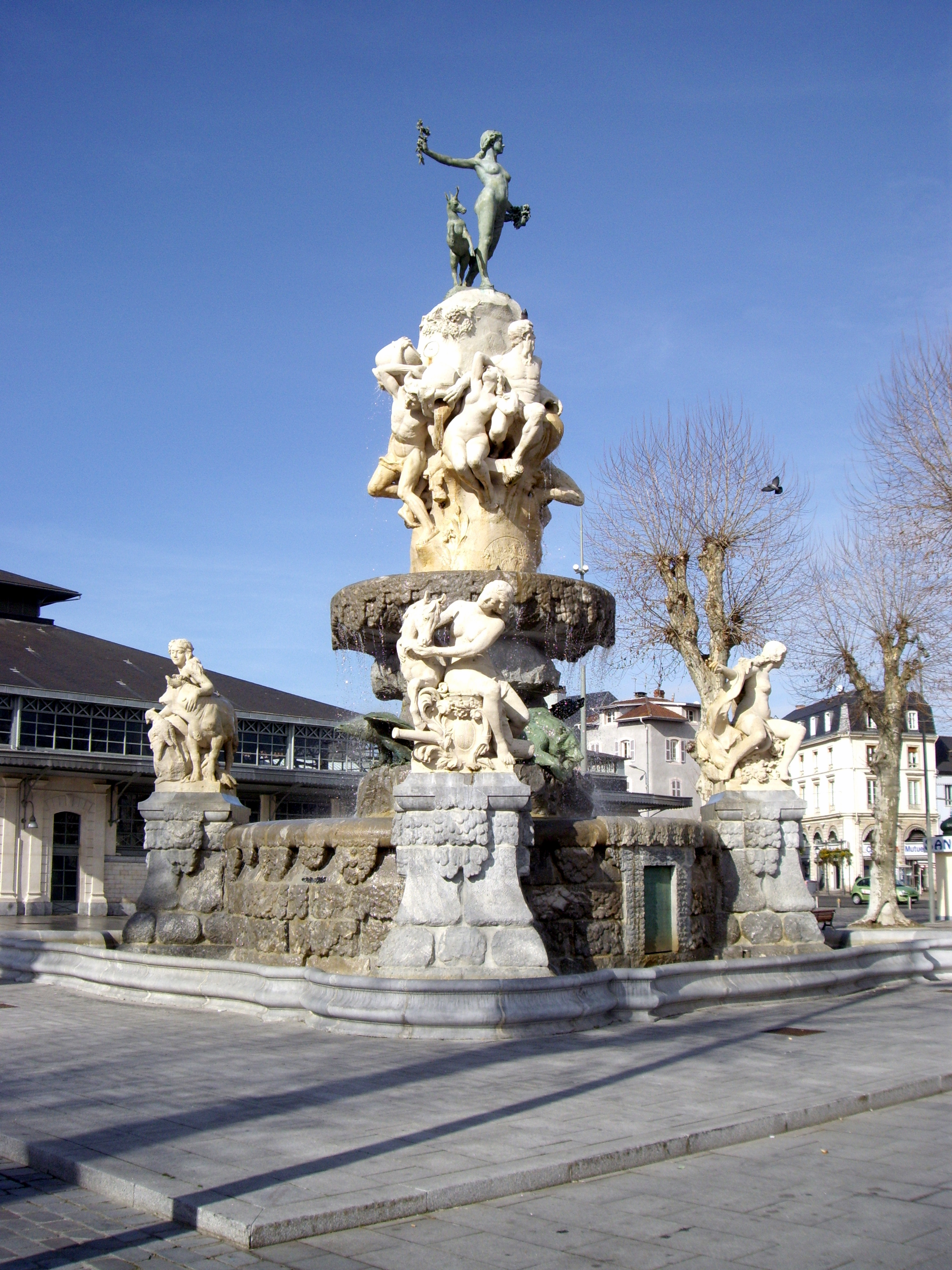
Fuente de los Cuatro Valles
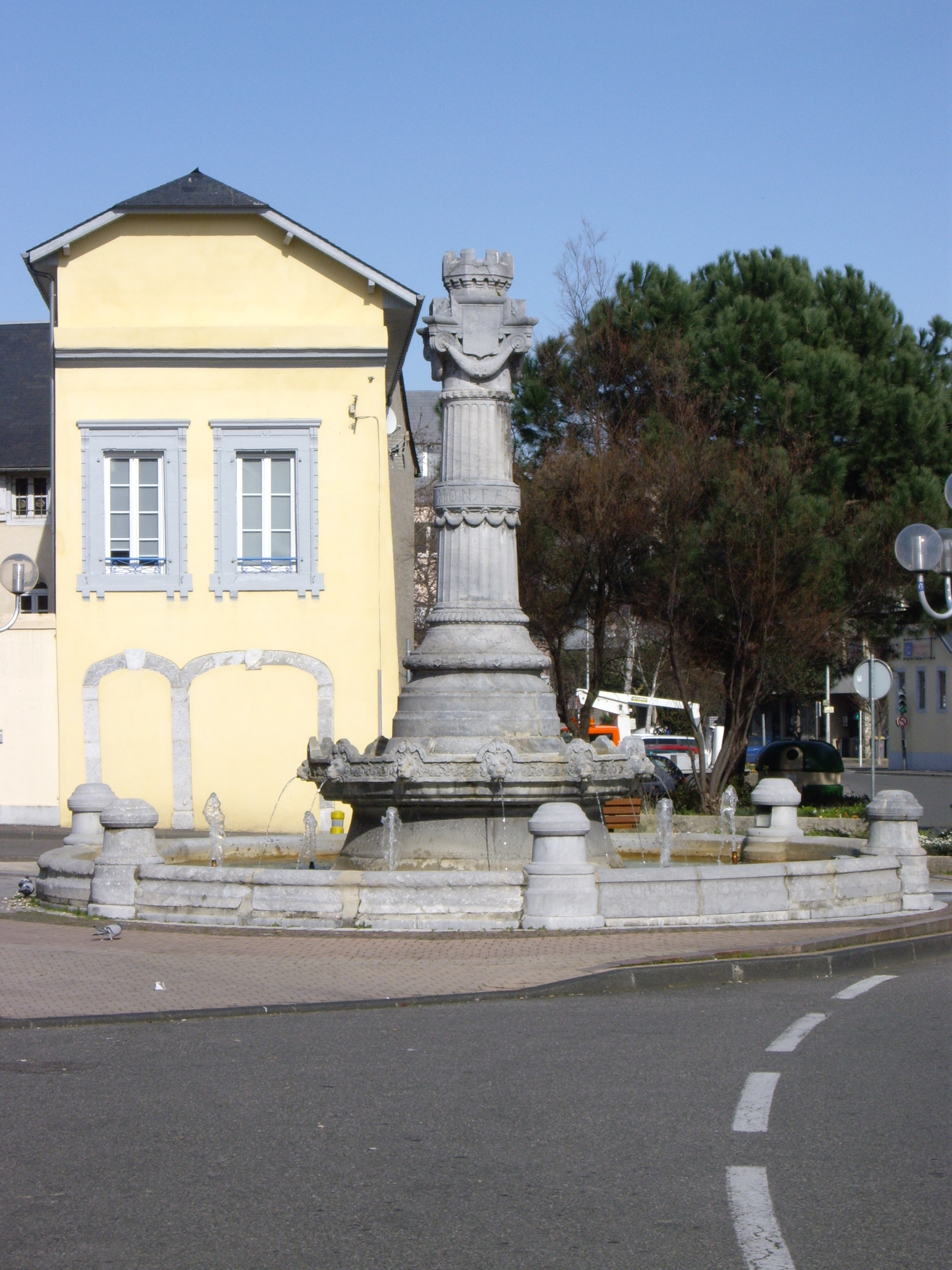
Fuente Montaut

### Arquitectura religiosa
En el barrio antiguo destacan el edificio monumental de la catedral de Nuestra Señora, el viejo hospital del Ayguerote y la iglesia de Santa Ana. En la calle Mariscal Foch se encuentra la iglesia gótica de San Juan. Cerca del mercado Marcadieu, está la iglesia de Santa Teresa de Ávila

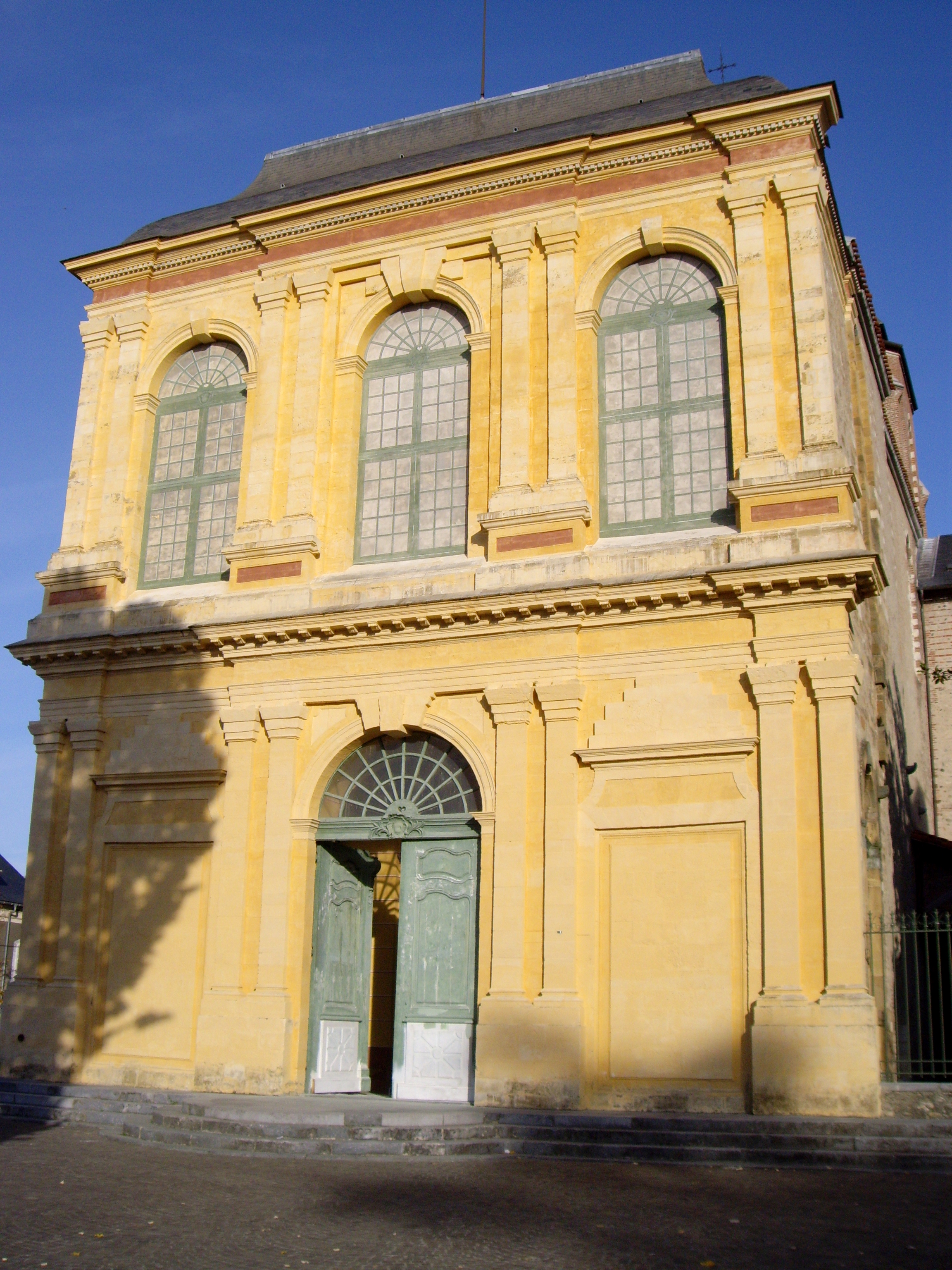
Catedral de Nuestra Señora
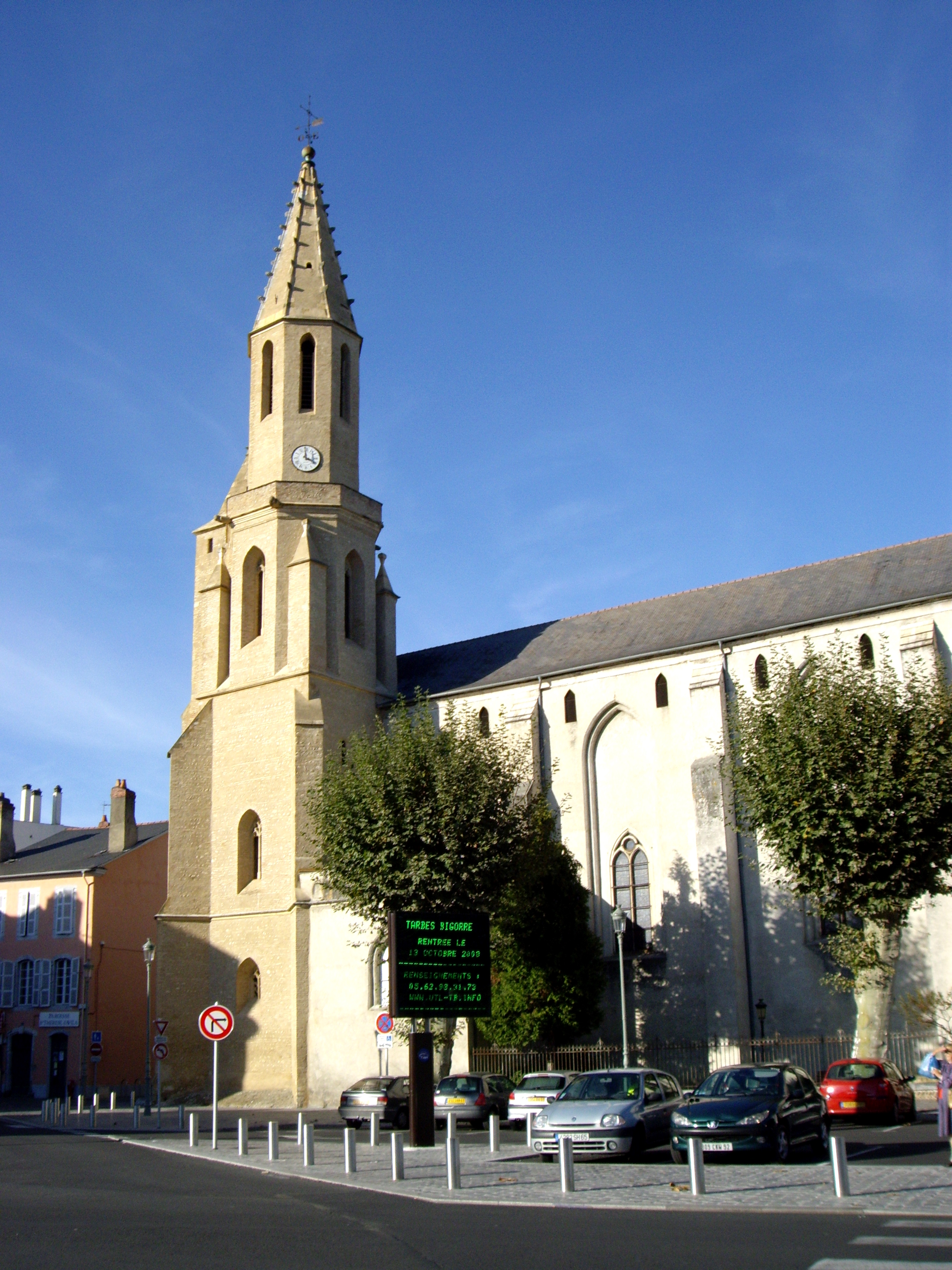
Iglesia de Santa Teresa de Ávila

### Parques
Tarbes cuenta con numerosos parques. El más conocido es el Jardín Massey. Otros parques son: Paul Chastellain y Bel Air.

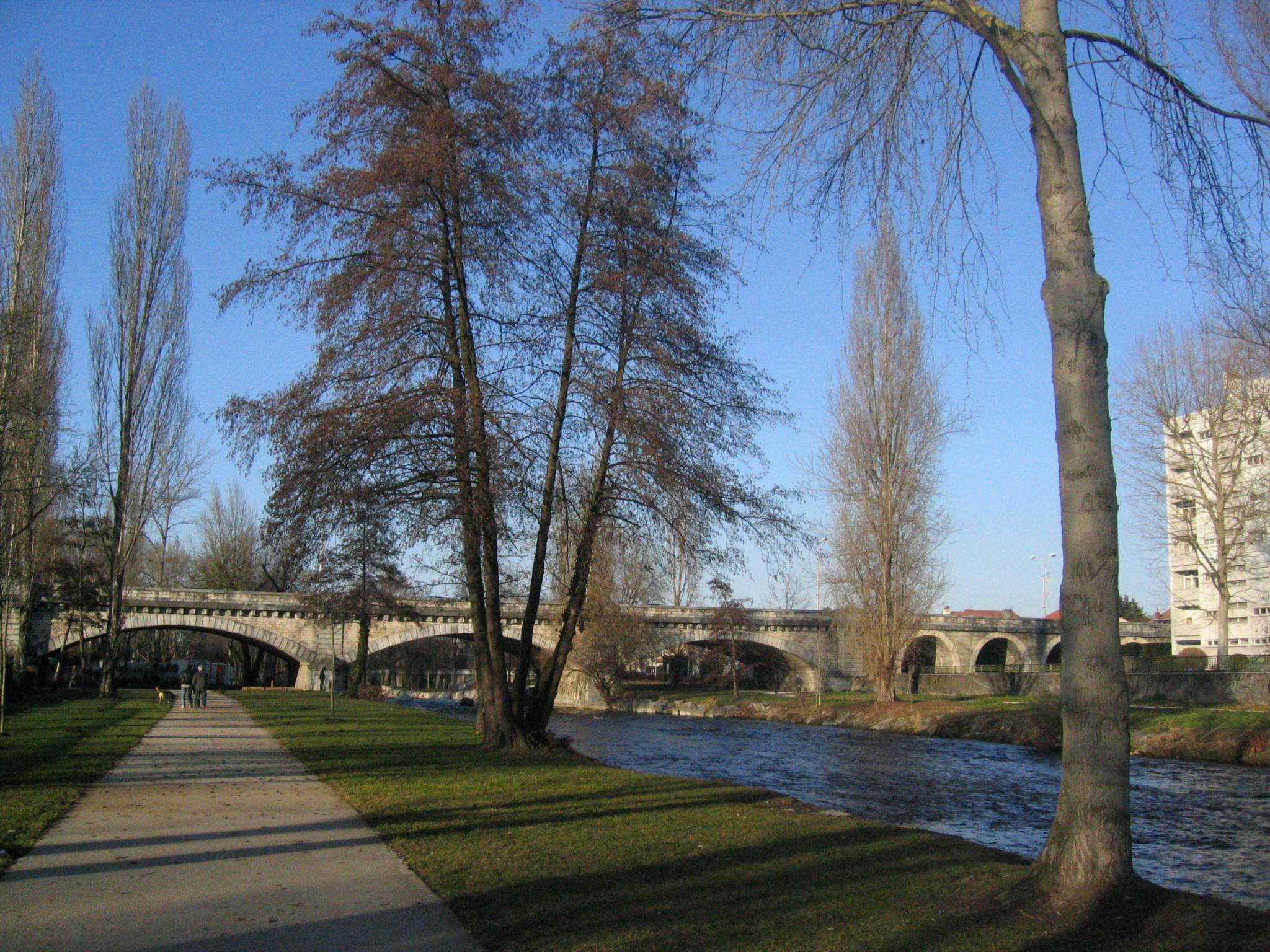
Adur
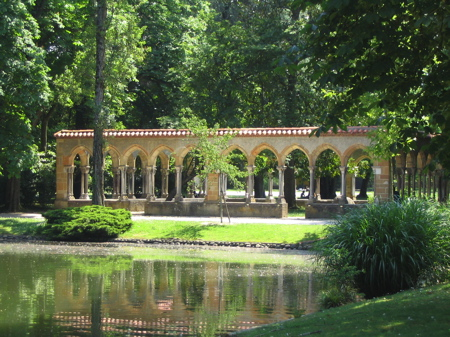
Jardín Massey.
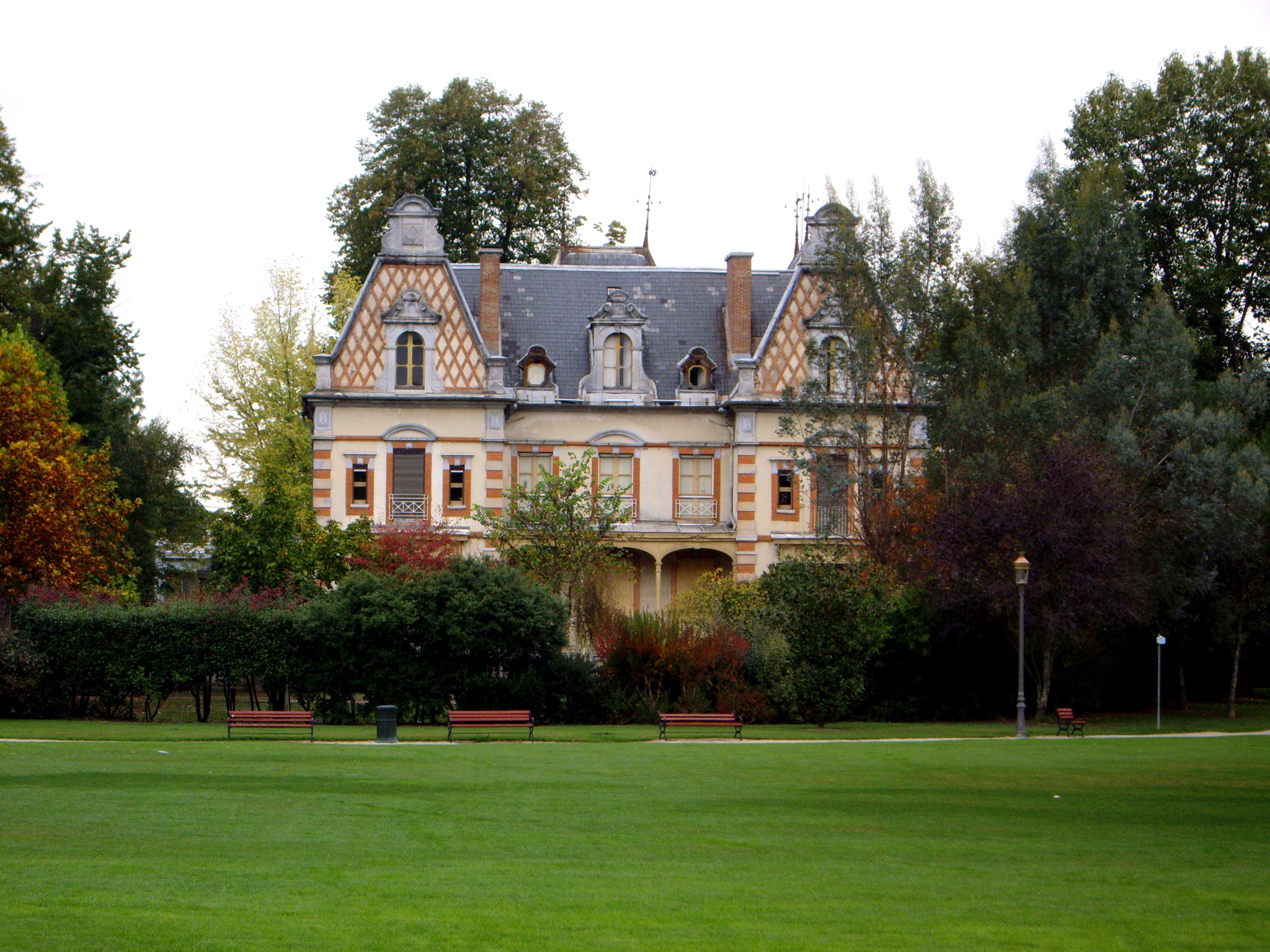
Parque Bel Air.
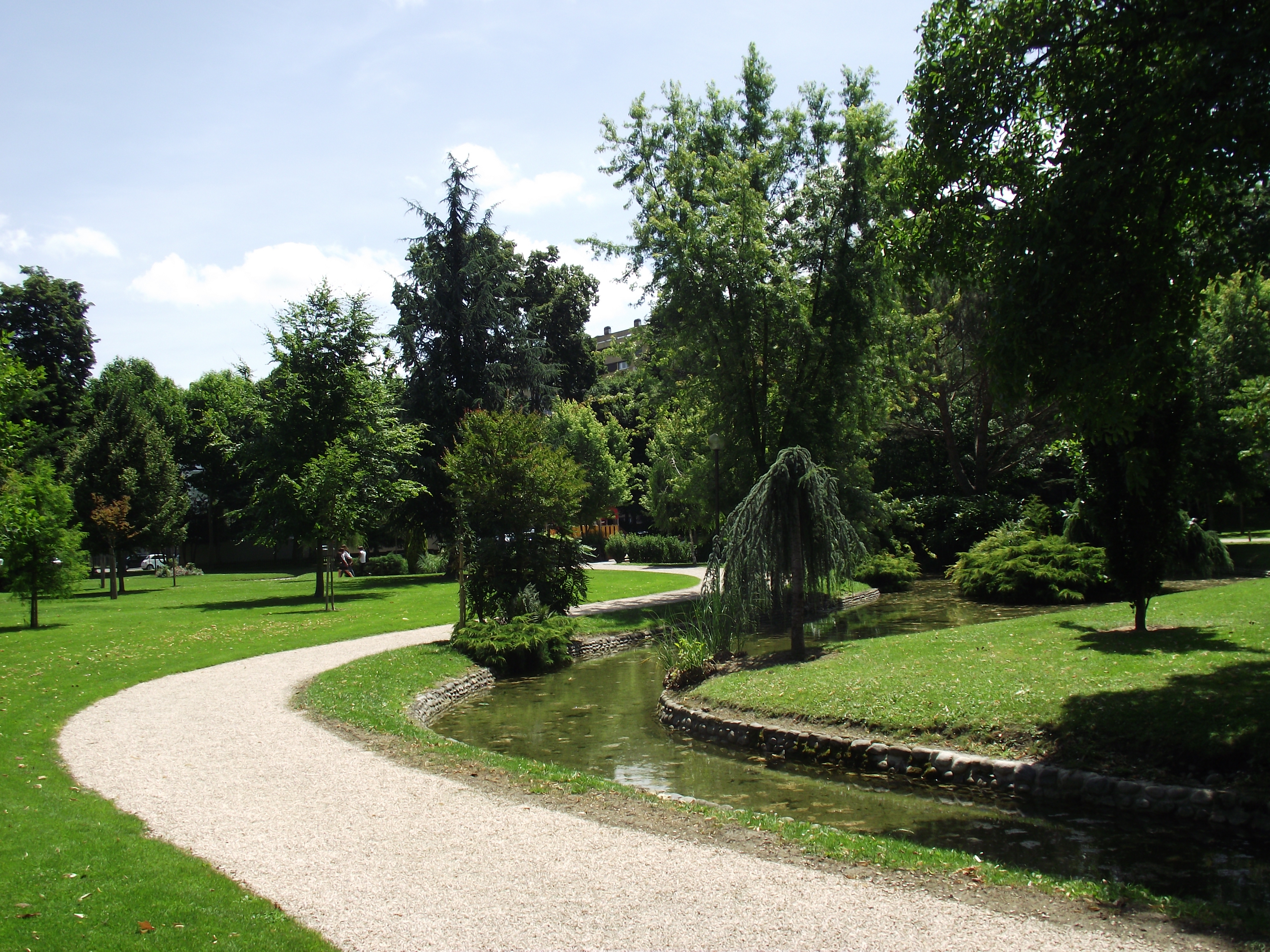
Parque Paul Chastellain.

### Patrimonio museológico

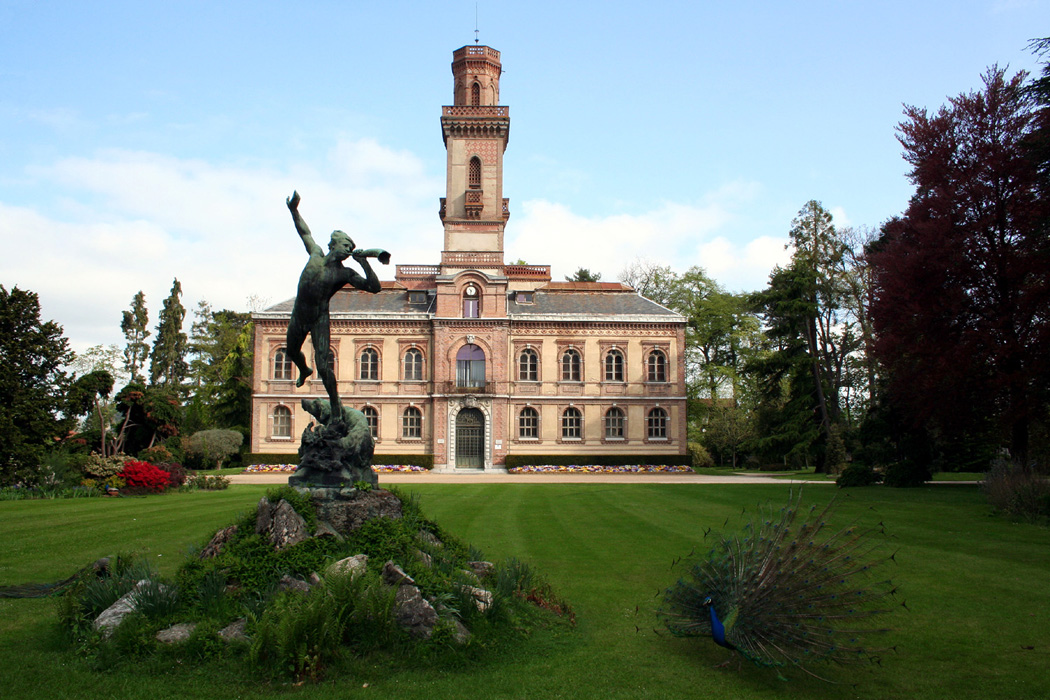
Museo Massey en el jardín Massey.

Entre su patrimonio museístico cabe destacar el Museo Massey de estilo mudéjar  (mayor colección de uniformes de Húsares en el mundo, y museo de Bellas Artes); la casa-museo Mariscal Foch, el museo de la Resistencia y de la Deportación, el museo de los bomberos, J.M. Daureu, barrio del Arsenal.

## Educación
- UTTOP: Universidad Tecnológica Tarbes-Pirineos que abarca:
- Escuela nacional de ingenieros de Tarbes (ENIT), adjunta al Instituto nacional politécnico de Toulouse (Toulouse INP)
- instituto universitario de tecnología (IUT) de Tarbes
- Universidad de Pau y Pays de l'Adour: curso ciencias y tecnologías de actividades físicas y deportivas (STAPS)
- Escuela Superior de Arte de los Pirineos Pau-Tarbes
- Escuela Superior de Enseñanza y Educación (ESPE) de Tarbes, adjunta al Universidad de Toulouse-II-Jean-Jaurès
- Escuela de gestión y comercio (EGC) de Tarbes
- Instituto "Lycée Marie Curie" Instituto de Enseñanza Secundaria y Postgrado (B.T.S.: técnicos superiores del serctor terciario)
- Instituto"Jean Dupuy" Instituto de Enseñanza Secundaria y Postgrado (B.T.S.: técnicos superiores del serctor tecnológico)

## Hermanamientos
- Huesca (España)[9]
- Altenkirchen (Alemania)